# Кёге (футбольный клуб)
«Кёге» — датский футбольный клуб из одноимённого города, Зеландия, в настоящее время выступает в региональной лиге.

## История
В 1954 году «Кёге» стал первым клубом за пределами Копенгагена, выигравшим чемпионат Дании по футболу. Повторить этот успех клубу удалось в 1975 году. «Кёге» участвовал в Кубке европейских чемпионов 1976/77, где в первом раунде с общим счётом 7:1 был разгромлен мюнхенской «Баварией».
27 февраля 2007 года клуб договорился о внеочередном общем собрании по вопросу слияния с «Херфёльге», чтобы сформировать «ХБ Кёге». В марте 2007 года слияние было приостановлено Датским футбольным союзом в связи с окончанием отведённого срока. 1 марта «Кёге» объявил о своей неплатёжеспособности.
6 февраля 2009 года клуб объявил о своём банкротстве, в марте 2009 года объединился с «Херфёльге» в ХБ «Кёге». Команда прежнего клуба утратила профессиональный статус и начала сезон 2009/10 в региональной лиге.